# T.J. Dillashaw
Tyler Jeffrey 'T.J.' Dillashaw (Sonora, 7 februari 1986) is een Amerikaans voormalig MMA-vechter. Hij was van mei 2014 tot januari 2016 en van november 2017 tot maart 2019 UFC-wereldkampioen in het bantamgewicht (tot 61 kilo).

## Carrière
Dillashaw begon in zijn jeugd met worstelen en maakte gedurende zijn gehele studietijd deel uit van schoolselecties. Na zijn afstuderen nodigde voormalig World Extreme Cagefighting-kampioen Urijah Faber hem uit om lid te worden van zijn ploeg, Team Alpha Male. Hierin werd hij verder klaargestoomd voor MMA.
Dillashaw maakte in maart 2010 zijn profdebuut als MMA-vechter, tegen Czar Sklavos. Hij won die dag op basis van een unanieme jurybeslissing. Er volgden overwinningen op Brandon Drucker, Mike Suarez (allebei middels submissie) en Taylor McCorriston (technische knock-out, TKO), waarna hij zich kwalificeerde voor deelname aan het veertiende seizoen van The Ultimate Fighter. Hierin kreeg hij de kans om te trainen onder Michael Bisping en tijdens het afwerken van een onderling afvaltoernooi met andere MMA-vechters een UFC-contract te verdienen. Dillashaw versloeg gedurende de serie achtereenvolgens Matt Jaggers, Roland Delorme en Dustin Pague. Hierop mocht hij in december 2011 zijn UFC-debuut maken tijdens de seizoensfinale van het programma, tegen John Dodson. Die bracht hem na 1.54 minuten in de eerste ronde zijn eerste nederlaag toe (TKO).

### Wereldkampioen
Drie maanden na zijn verliespartij tegen Dodson richtte Dillashaw zich op en won hij zijn eerste UFC-wedstrijd, van Walel Watson (unanieme jurybeslissing). Zijn volgende drie partijen won hij allemaal voortijdig door middel van knock-out (KO), submissie en TKO. Raphael Assunção was in oktober 2013 de tweede die hem versloeg (verdeelde jurybeslissing). Met een overwinning op Mike Easton kwam Dillashaw vervolgens op negen zeges in elf partijen. Op dat moment gunde de UFC hem een gevecht om de UFC-titel in het bantamgewicht tegen regerend kampioen Renan Barão. Dit vond plaats op 24 mei 2014. Dillashaw moest die dag voor het eerst in zijn carrière vijf rondes vechten, maar slaagde er halverwege de laatste in de Braziliaan met een trap naar het hoofd te verslaan (TKO).
Dillashaw zou in augustus 2014 zijn titel voor de eerste keer verdedigen in een onmiddellijke rematch met Barão. Die werd alleen op de dag van de weging in het ziekenhuis opgenomen nadat zijn pogingen om op het goede gewicht te komen gezondheidsproblemen veroorzaakten. Voormalig Bellator-kampioen Joe Soto nam daarom zijn plaats in. Dillashaw schopte hem in de vijfde ronde van hun gevecht KO middels een trap naar het hoofd. Daarna vond er in juli 2015 alsnog een rematch met Barão plaats. Dillashaw klopte hem weer middels TKO, nu in de vierde ronde. Dominick Cruz nam Dillashaw in januari 2016 zijn titel wel af, op basis van een verdeelde jurybeslissing.
Na het verlies van zijn titel, wachtte Dillashaw in juli 2016 een rematch met Assunção. Die versloeg hem in 2013, maar had 21 maanden niet gevochten en in die tijd een enkeloperatie ondergaan. Dillashaw won deze keer, middels een unanieme jurybeslissing. Hij versloeg in december 2016 vervolgens de daarvoor zes wedstrijden op rij ongeslagen John Lineker, ook op basis van een unanieme jurybeslissing.

### Herovering wereldtitel
Dillashaw heroverde op 4 november 2017 de UFC-titel in het bantamgewicht. Hij versloeg die dag zijn voormalig ploeggenoot en regerend kampioen Cody Garbrandt door middel van een knock-out. Vlak voor het einde van de eerste ronde ging hij eerst zelf neer na een stoot van zijn tegenstander, maar vrijwel direct daarna ging de bel. Dillashaw vloerde Garbrandt in de tweede ronde eerst met een trap naar het hoofd en vlak daarna met een stoot. Die laatste keer dook hij op zijn tegenstander, die zich daarna niet meer afdoende verdedigde. Daarom beëindigde de arbitrage het gevecht en was Dillashaw opnieuw wereldkampioen. De UFC gunde Garbrandt in augustus 2018 een directe rematch, waarin Dillashaw opnieuw won, deze keer op basis van een TKO in de eerste ronde. Na Garbrandt geraakt te hebben met een stoot met rechts, was die zo verdwaasd dat Dillashaw hem in de daaropvolgende twintig seconden vrijwel ongehinderd tegen zijn hoofd kon slaan en schoppen. De scheidsrechter beëindigde daarop het gevecht.
Dillashaw viel in januari 2019 tien pond af om het op te kunnen nemen tegen Henry Cejudo, de UFC-kampioen in het vlieggewicht (tot 57 kilo). Hij hoopte zo titelhouder in twee verschillende gewichtsklassen tegelijkertijd te worden. Cejudo sloeg hem niettemin in 32 seconden TKO. Dillashaw kreeg een schop tegen het hoofd en was daarna niet in staat om zich voldoende te verdedigen tegen een daaropvolgende reeks stoten. De scheidsrechter beëindigde daarom na ruim een halve minuut in de eerste ronde het gevecht.

### Doping & stoppen
Dillashaw maakte in maart 2019 bekend dat hij positief was bevonden in een dopingtest van de United States Anti-Doping Agency (USADA), uitgevoerd in januari. Hierdoor verloor hij zijn titel en werd hij geschorst tot 18 januari 2021. Na het uitzitten van zijn straf, keerde Dillashaw in juli 2021 terug met een overwinning op Cory Sandhagen (split decision). Hiermee verdiende hij een gevecht tegen toenmalig titelhouder in het bantamgewicht Aljamain Sterling. Deze partij vond plaats in oktober 2022. Dillashaws schouder raakte in de eerste ronde uit de kom. Hij vocht daarna nog wel verder, maar was zichtbaar beperkt in zijn mogelijkheden. Sterling beëindigde het gevecht in de tweede ronde door middel van een technische knock-out. Dillashaw verklaarde na afloop dat zijn schouder tijdens het trainen voor de wedstrijd ook al voortdurend uit de kom schoot. Twee maanden later stopte hij officieel met MMA.